# William Patrick Auld
Ne doit pas être confondu avec William Auld.
Pour les articles homonymes, voir Auld.
William Patrick Auld, né le 27 mai 1840 à Stalybridge et mort le 2 septembre 1912 à Adélaïde (Australie), est un explorateur britannique.

## Biographie
Auld est connu pour avoir accompagné John McDouall Stuart dans son expédition à travers l'Australie (1861-1862) puis pour un voyage, en 1864, dans le Nord de l'Australie avec B. T. Finniss (en). Durant ce périple, il tue un aborigène ce qui engendre d'importantes controverses. Accusé de meurtre, il est malgré tout acquitté. 
Il devient ensuite exploitant viticole à Auldana et est nommé en 1896 Président de la South Australian Vignerons Association. 
Il est mentionné dans le roman de Jules Verne Les Enfants du capitaine Grant (partie 2, chapitre XI).